# Blutbeere
Die Blutbeere (Rivina humilis), oder Korallenbeere genannt, ist die einzige Art der Pflanzengattung Rivina innerhalb der Familie der Kermesbeerengewächse (Phytolaccaceae). Sie ist in der Neotropis weitverbreitet.

## Beschreibung

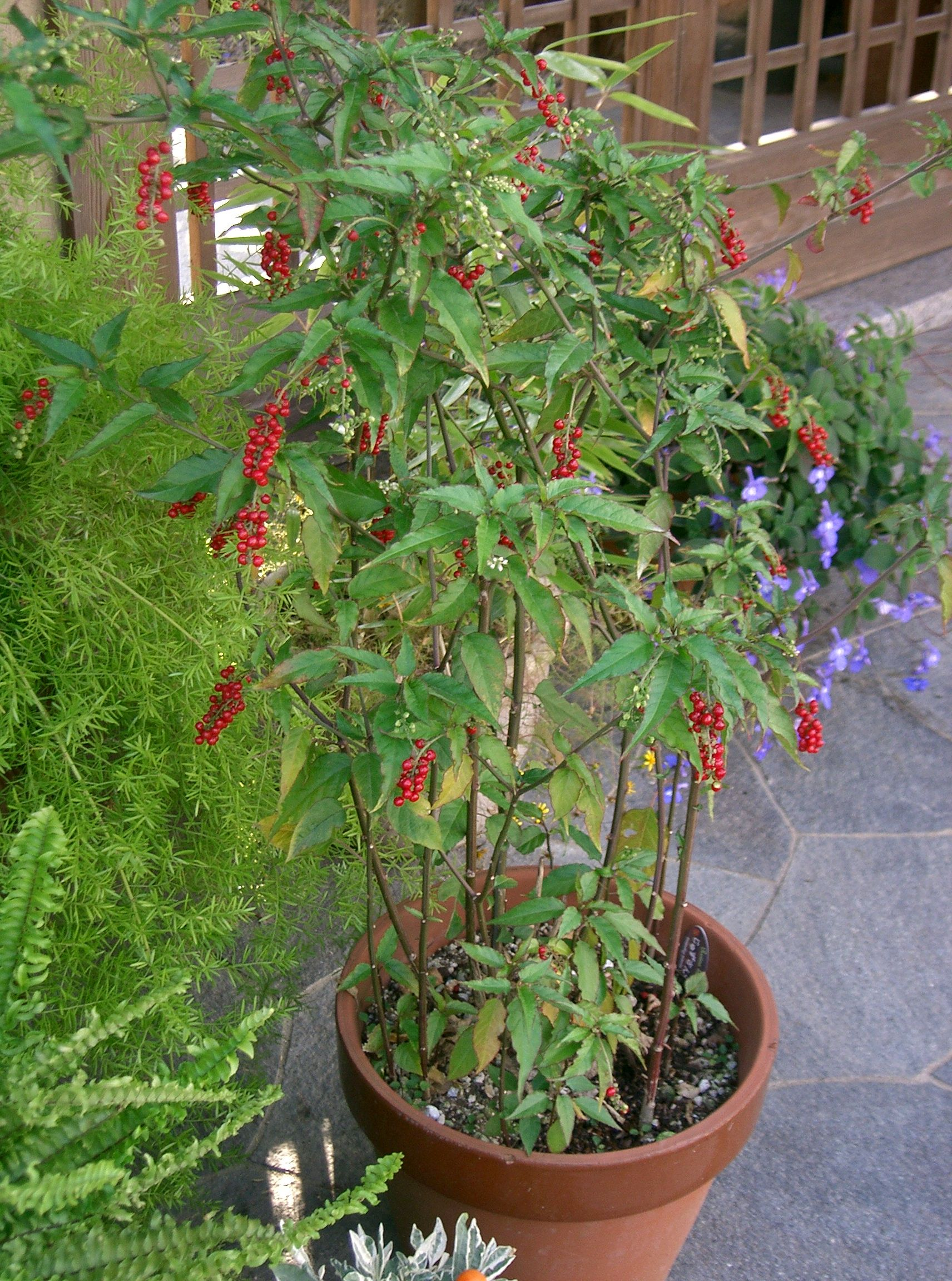
Blutbeere als Zierpflanze

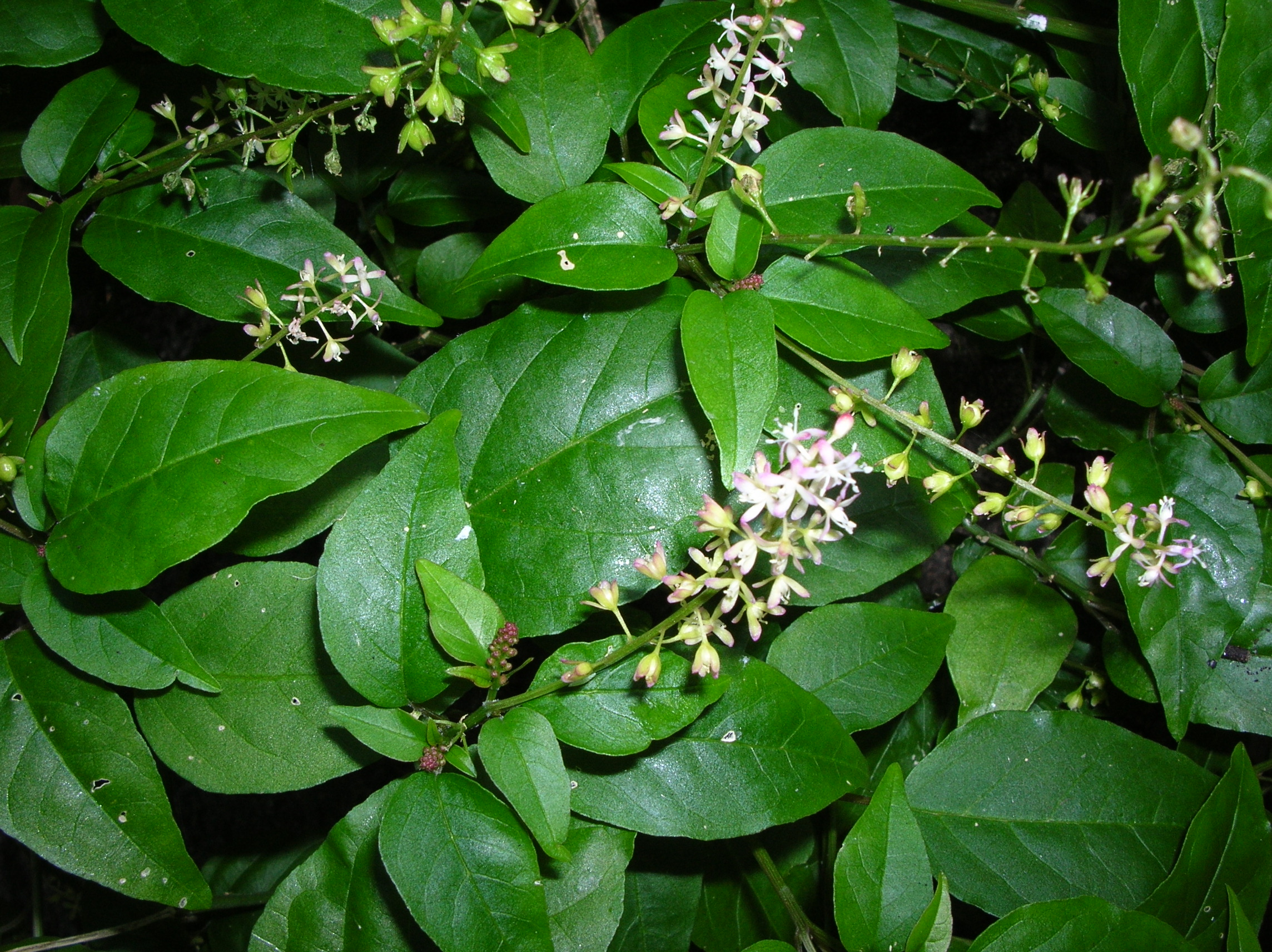
Laubblätter und Blütenstände

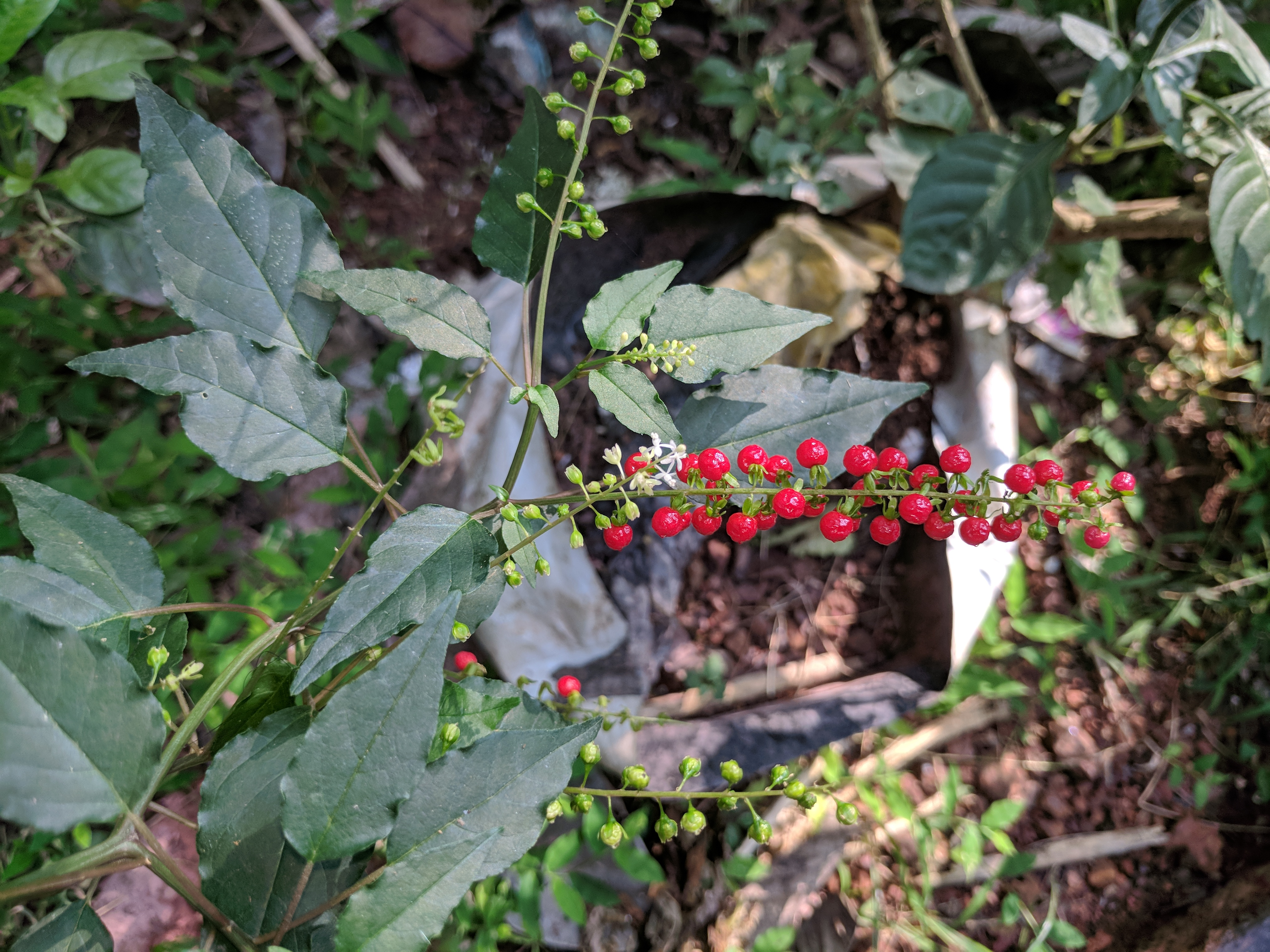
Fruchtstand

### Vegetative Merkmale
Die Blutbeere wächst als laubwerfende, ausdauernde, krautige Pflanze bis Halbstrauch und erreicht Wuchshöhen von 0,4 bis 2 Metern. Je nach Standort sind die vegetativen Pflanzenteile mehr oder weniger kahl oder intensiv flaumig behaart. Der selbständig aufrechte oder klimmende, gerippte Stängel kann an seiner Basis verholzen.
Die wechselständig angeordneten Laubblätter sind in Blattstiel und -spreite gegliedert. Der Blattstiel ist von 1 bis 11 Zentimeter lang. Die mit einer Länge von 2,5 bis 15 Zentimetern und einer Breite von 1,5 bis 9 Zentimetern lanzettliche, elliptische oder längliche bis deltaförmige oder eiförmige Blattspreite besitzt eine keilförmige, gerundete, gestutzte oder herzförmige Basis.

### Generative Merkmale
Die Blutbeere kann das ganze Jahr über blühen. Die end- oder seitenständigen auf einem  1 bis 5 Zentimeter langen Blütenstandsschaft steht ein fein behaarter, traubiger Blütenstand, der Längen von 4 bis 15 Zentimeter erreicht und fünf bis fünfzig Blüten enthält. Der Blütenstiel streckt sich von 2 Millimeter während der Anthese bis auf 8 Millimeter bei der Fruchtreife. Es sind jeweils zwei Tragblätter vorhanden.
Die kleinen, zwittrigen Blüten sind radiärsymmetrisch und vierzählig mit einfacher Blütenhülle. Die vier mit einer Länge von 1,5 bis 3,5 Millimeter elliptischen, länglichen bis verkehrt-eiförmigen Blütenhüllblätter wechseln ihre Farbe von Grün-Purpur in der Knospe zu Weiß-Purpur im Laufe der Anthese. Die vier kurzen Staubblätter besitzen eine Länge von 1 bis 2 Millimetern. Die Antheren sind früh abfallend und die weißen Staubfäden werden später grün. Das einzige, oberständige Fruchtblatt endet in einem oft gekrümmten, gestauchten, kurzen Griffel mit einer kopfigen, leicht gelappten Narbe.
Es werden einsamige, mit einem Durchmesser von 2,5 bis 5 Millimeter fast kugelige und dünnfleischige Beeren am beständigen, zurückgelegten Kelch gebildet, die sich bei Reife rot bis orangefarben oder gelb färben. Die linsenförmigen und schwarzen, meist borstig behaarten Samen mit spröder Samenschale sind 2 bis 3 Millimeter groß.
Die Chromosomenzahl beträgt 2n = 108.

## Verbreitung
Das natürliche Verbreitungsgebiet von Rivina humilis reicht von den zentralen bis südlichen USA über Mexiko sowie Zentral- bis Südamerika und sie kommt auf Karibischen Inseln vor. Fundortangaben gibt es für die US-Bundesstaaten Oklahoma, New Mexico, Texas, Arizona, Arkansas, Louisiana, Mississippi sowie Florida; Mexiko, Belize, Costa Rica, El Salvador, Guatemala, Honduras, Nicaragua, Panama, Kolumbien, Bolivien, Ecuador, Peru, Venezuela, Französisch Guiana, Guyana, Suriname, Paraguay sowie Argentinien und die karibischen Inseln Bahamas, Anguilla, Antigua und Barbuda, Barbados, Cayman Islands, Kuba, Dominica, Grenada, Guadeloupe, Hispaniola, Jamaica, Martinique, Montserrat, Puerto Rico, St. Kitts und Nevis, St. Lucia, St. Vincent und Grenadines, Trinidad und Tobago. Als Neophyt ist sie pantropisch verbreitet.

## Systematik
Rivina humilis ist die einzige Pflanzenart der Gattung Rivina in der Unterfamilie Rivinioideae innerhalb der Familie Phytolaccaceae. Die Erstveröffentlichung von Rivina humilis erfolgte 1753 durch Carl von Linné in Species Plantarum, 1, S. 121. Der Gattungsname Rivina ehrt den deutschen Arzt und Botaniker Augustus Quirinus Rivinus (1652–1723). Synonyme für Rivina humilis L. sind: Rivina laevis L. und Rivina portulaccoides Nuttall.

## Nutzung
Aus den Früchten der Blutbeere wurde ein roter Farbstoff gewonnen.
Im subtropischen Klima wird sie als salztoleranter Bodendecker in Küstennähe angepflanzt. Sie eignet sich als Zierpflanze für halbschattige Standorte.